# Museo de la Ciudad de Murcia
El Museo de la Ciudad de Murcia es una institución museística ubicada en la ciudad de Murcia, (Región de Murcia, España), que depende del Ayuntamiento de Murcia  y que fue inaugurada en 1999, situándose en la antigua casa de los López-Ferrer, que se halla en la plaza de las Agustinas de la capital, junto al Jardín del Salitre y enfrente del Convento de las Agustinas del Corpus Christi. 

## Descripción
Cuenta con tres plantas con salas de exposición permanente y una sala dedicada a exposiciones temporales en la planta baja. Posee salón de actos y diversos espacios de uso múltiples repartidos en tres plantas. Uno de sus espacios destacados es el patio ubicado en la fachada trasera, en el que se realizan actividades culturales al aire libre. 
El recorrido por las salas del museo tiene un discurso museológico doble.  Por un lado, todas las salas ofrecen un recorrido cronológico, desde la planta baja donde el visitante realiza un acercamiento al territorio sobre el que se asienta el municipio, el valle prelitoral murciano, y más concretamente sus primeras evidencias poblacionales en el piedemonte de la Sierra de Carrascoy-El Valle y la costera norte, en donde tenemos constancia poblacional desde época argárica e importantes yacimientos íberos, romanos y visigodos..
En la primera planta ese discurso pretende dar a conocer el pasado medieval, del renacimiento y del barroco de la ciudad y la última planta recoge la Murcia ochocentista y del siglo XX. Por otro lado, al discurso cronológico se une el discurso dispuesto en el "carril explicativo" en el que las piezas artísticas, arqueológicas o etnográficas ayudan al visitante a ampliar y descubrir contenidos sobre la historia del municipio. 
El museo conserva entre sus fondos una amplia colección arqueológica, la Colección Alegría basada en elementos de ajuar doméstico huertano y una variada representación de la Colección artística municipal.

## Galería

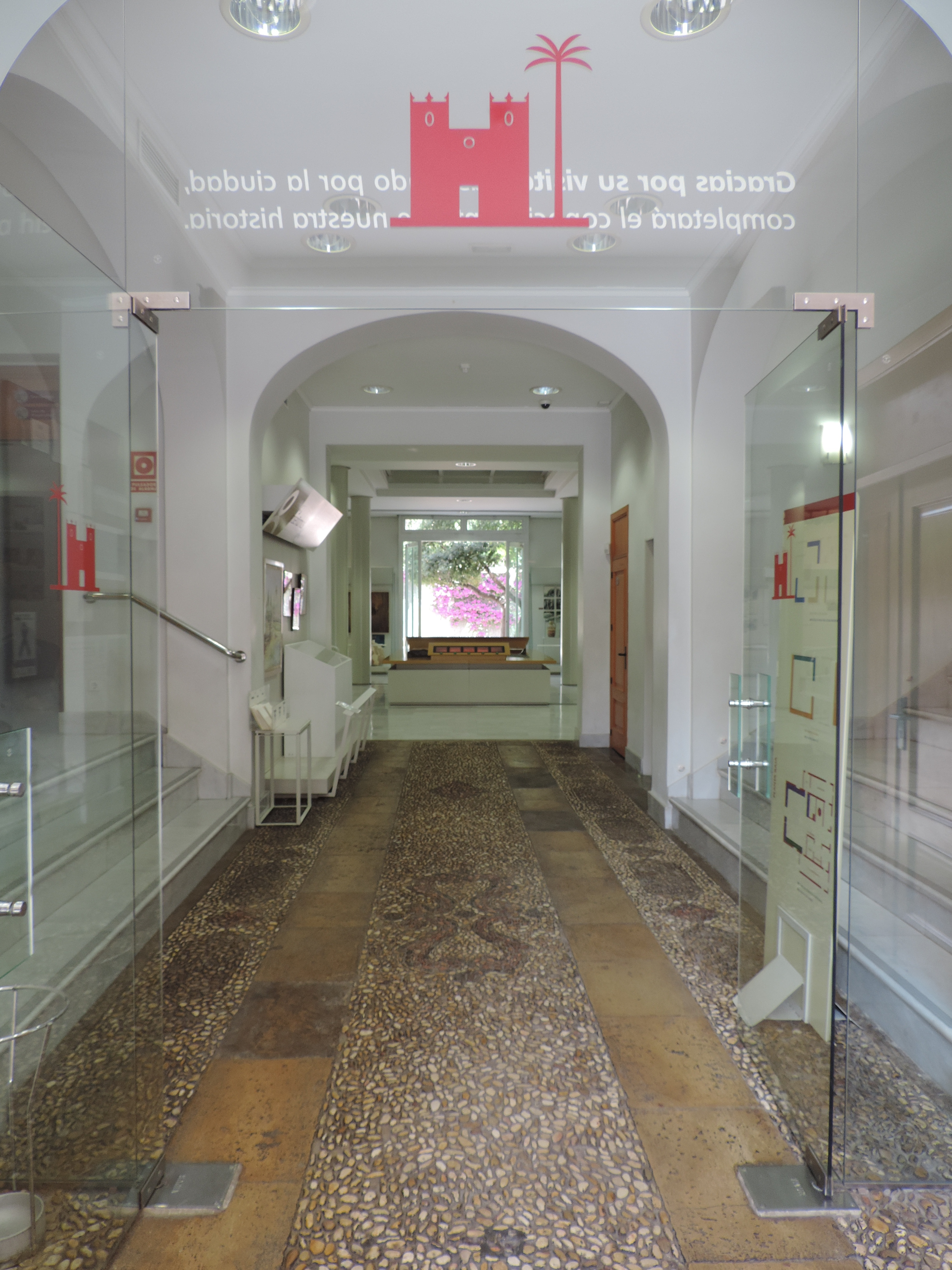
Entrada del Museo
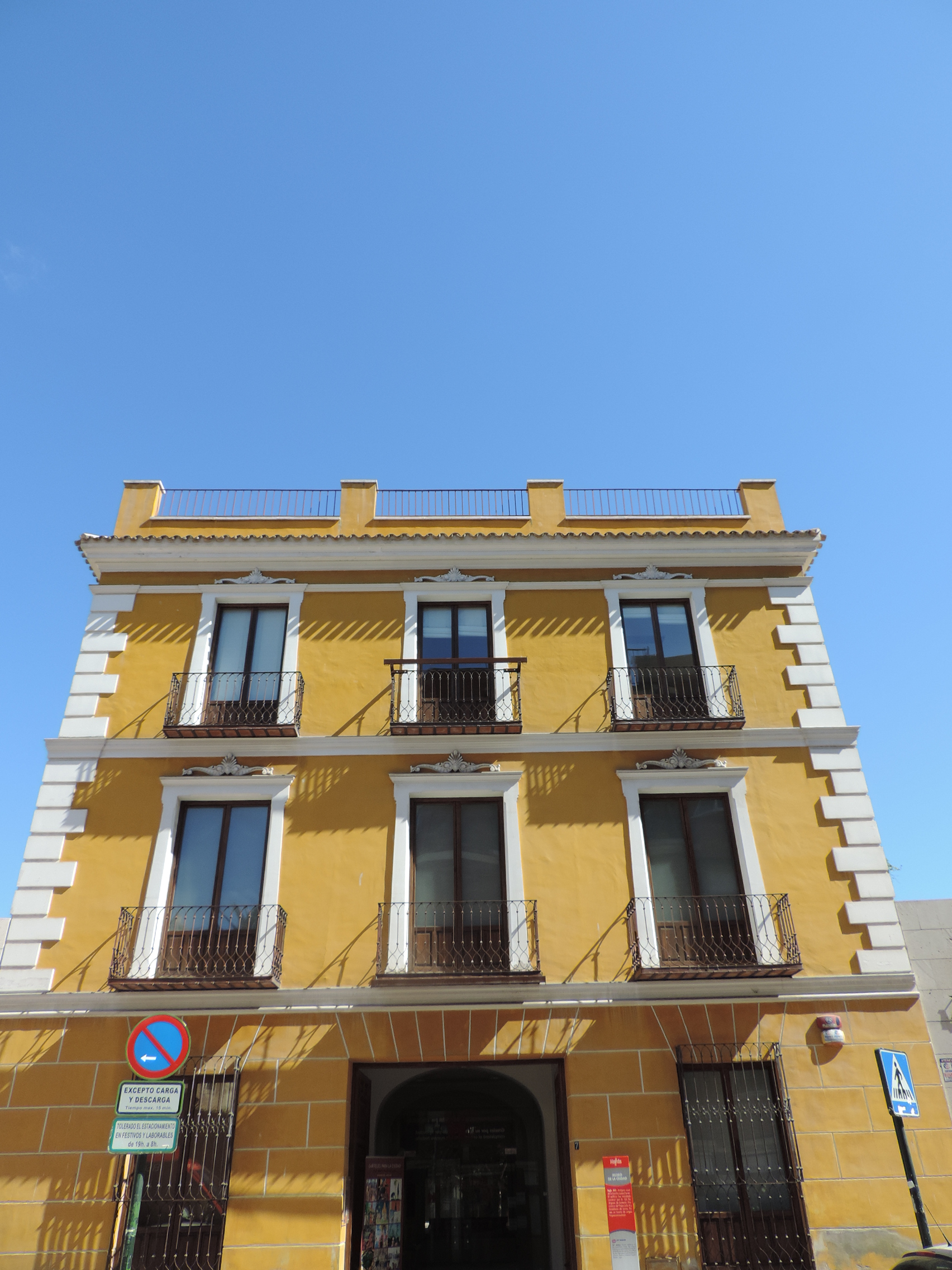
Fachada del Museo
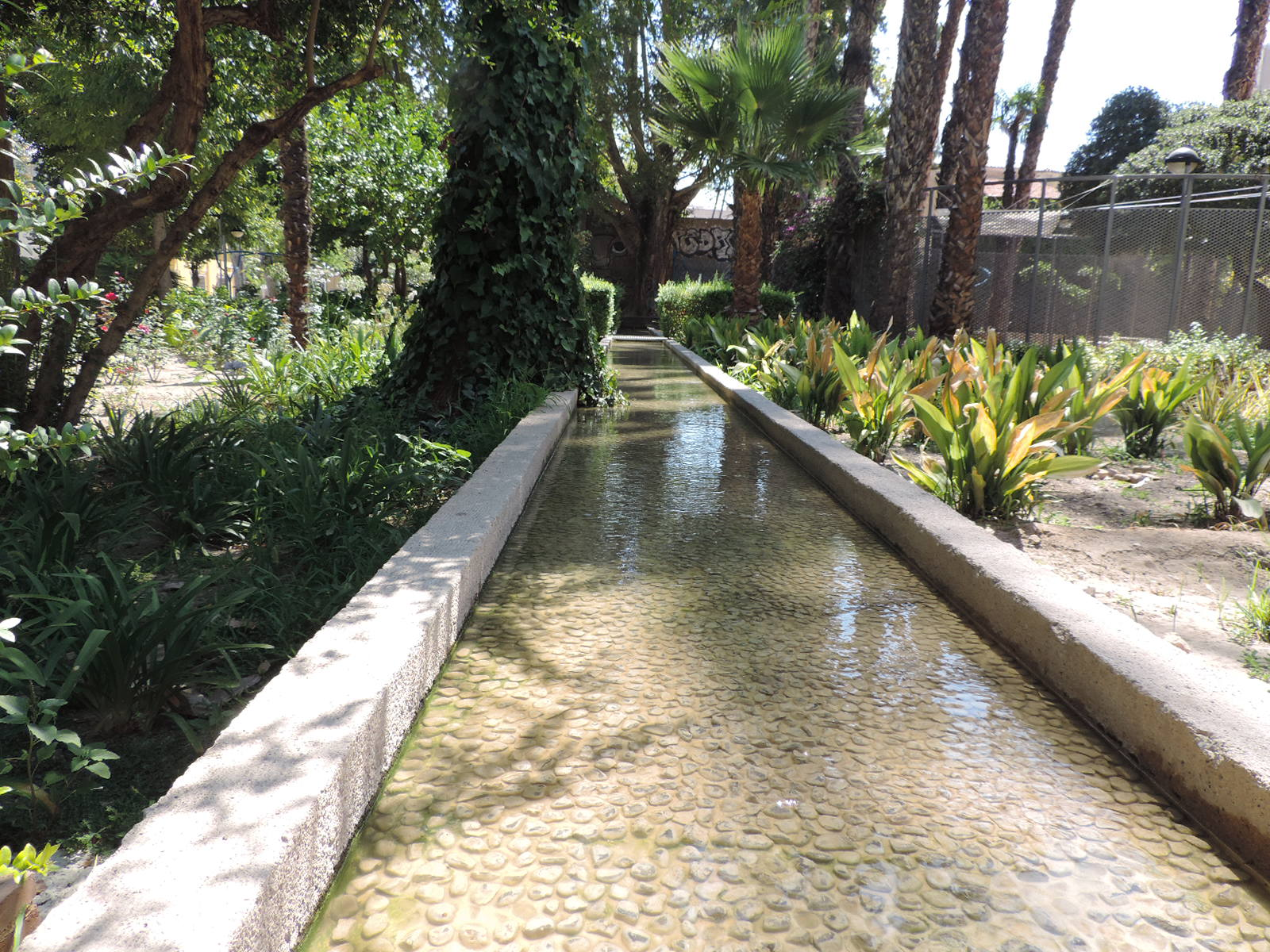
Huerto Cadenas